# Хадыка, Владимир Мартынович
Владимир Мартынович Хады́ка (пишется также Ходыко; бел. Уладзімір [Уладзімер] Марцінавіч Хадыка; 21 декабря 1904 [3 января 1905], д. Титва (Цітва), Игуменский уезд — 12 мая 1940, около Улан-Удэ) — белорусский поэт и переводчик.
б= Биографические сведения ==

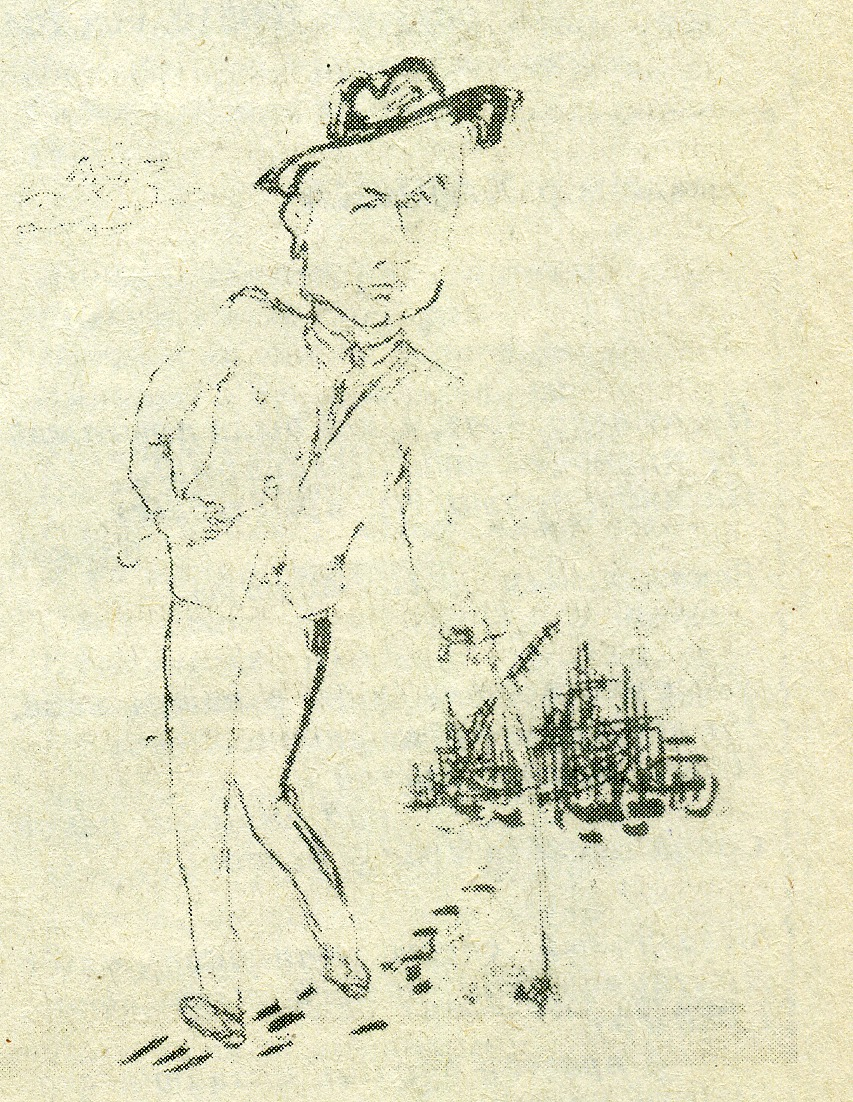
Дружеский шарж на Хадыку (Цфания-Гедалия Кипнис)

Родился в крестьянской семье. Закончил на отлично Дудичскую начальную школу. С 12 год работал батраком. В 1923-м закончил общеобразовательные курсы в Минске. Работал учителем начальных классов в деревне Осока Дудичского сельсовета Минской области. Два года служил в Красной Армии, а потом стал секретарём Дудичского сельсовета. С 1929 г. жил в Минске, на Долгобродской улице, д. 25, кв. 4. Был членом литературного объединения «Маладняк». С 1929 г. работал секретарём журнала «Полымя». Был одним из организаторов «Общества любителей выпить и закусить», неформального сообщества белорусских литераторов. Член Союза писателей БССР с 1934 г.
Не раз упрекался в национализме, формализме, идеализме. Бруно Ясенский замечал за Хадыкой «[неумение] поставить свой формально изощрённый стих на службу строительства социализма, […] любование архаизмами и провинциализмами, непонятными читательским массам».
26 ноября 1936 арестован. 29 апреля 1937 Главлит БССР распространил список литераторов, чьи произведения следовало изъять из библиотек и книжных магазинов, и в их числе значился и Хадыка. 5 октября 1937 осуждён на 10 лет лишения свободы в исправительно-трудовом лагере по обвинению в членстве в контрреволюционной национал-фашистской организации и антисоветской деятельности (статьи 72 и 76 Уголовного кодекса БССР. Наказание отбывал в Ивановском и Мариинском лагерях. Находясь в последнем погиб в результате несчастного случая. Был раздавлен каменной глыбой на производимой заключенными стройке железной дороги около Улан-Удэ. Реабилитирован Президиумом Верховного суда БССР 29 декабря 1954 г., после чего его произведения были переизданы.

## Творчество

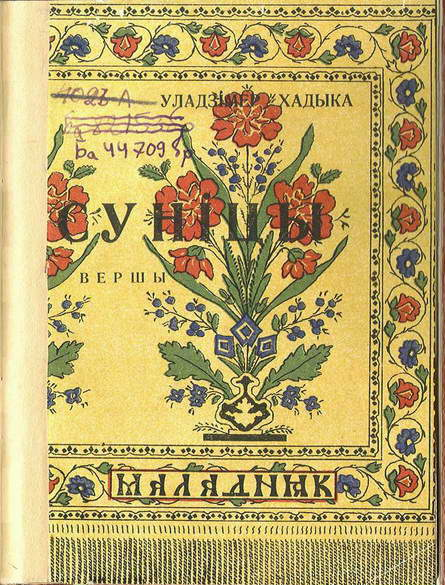
Обложка сборника «Суніцы»

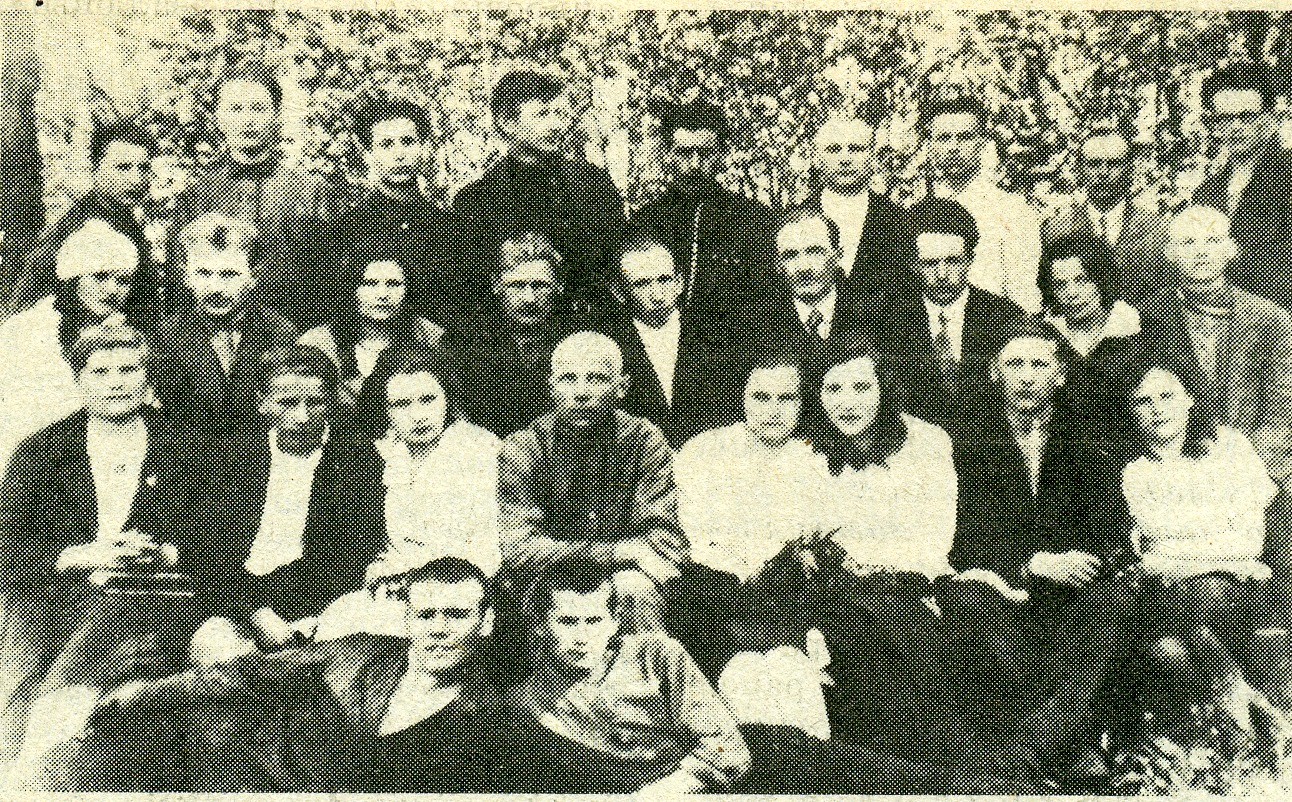
Среди рабфаковцев Белорусской сельскохозяйственной академии в совхозе имени 10-летия БССР. В верхнем ряду сидят: четвёртый слева — Владимир Хадыка, шестой слева — Янка Купала

Со стихотворениями впервые выступил в 1926 в журнале «Чырвоны сейбіт». В первом сборнике «Земляника» («Суніцы», 1926) — пафос новой жизни, юношеская горячность, часто в риторическом проявлении. В сборниках «Избранные стихотворения» (1932) и «Радостные будни» («Радасны будзень», 1935) — гражданская тематика, стремился наиболее полно раскрыть мироощущение современности, объединить романтическую окрылённость с глубоким лиризмом. Лучшие стихотворения, лирические циклы «По волнам дней» («На ўзвеях дзён») и «Песни с юга» («Песні з поўдня») отмечены органическим единством общественных мотивов и интимных переживаний, новаторской смелостью поэтического мышления, внутренней сосредоточенностью, богатством интонаций.
Под коллективным псевдонимом «Лухали» («Лухалі») вместе с Максимом Лужаниным и Степаном Лиходзиевским издавал пародийные стихи.
Перевёл на белорусский язык роман Кузьмы Горбунова «Ледолом» (1932), книгу избранных произведений Владимира Бахметьева «Люди и вещи» (1934), произведения Максима Горького («Мещане», «На дне», «Человек», «Дачники», «Дети солнца», «Варвары» и другие составили 5-й и 6-й тома собрания сочинений Горького на белорусском языке, 1935), роман Михаила Шолохова «Тихий Дон» (1935) и другие произведения.
На стихотворение Xадыки «Растём и крепчаем» («Расцём і дужэем») Алексей Туренков написал песню.